# Ситник Віктор Петрович
Ві́ктор Петро́вич Си́тник (1 червня 1939, Кегичівка — 14 лютого 2016, Київ) — український вчений, доктор економічних наук, голова Держагрпрому УРСР, віце-прем'єр-міністр України. Член ЦК КПУ в 1986—1990 роках. Народний депутат України 1-го скликання.

## Освіта й наука
Народився в родині селян Петра Прокоповича й Матрони Андріївни, які були працівниками радгоспу імені Паризької Комуни, що на Харківщині. Після закінчення школи у рідному селищі 1958-го вступив до Дніпропетровського сільськогосподарського інституту на агрономічний факультет. Після завершення навчання у 1963 році здобув фах вченого-агронома.
Згодом, уже за незалежної України, з листопада 1992 року працював заступником президента, тобто віцепрезидентом Української академії аграрних наук (УААН).
Наступного 1993 року в Інституті аграрної економіки тої ж УААН захистив кандидатську дисертацію на тему «Розвиток господарського розрахунку у агропромисловому комплексі в умовах становлення ринкової економіки» (у формі наукової доповіді).
З березня 1996 року Віктор Ситник став першим віце-президентом Української академії аграрних наук.
У 2002 році в Інституті економіки НАНУ захистив докторську дисертацію, у вигляді монографії, на тему «Трансформація агропромислового комплексу України в ринкові умови». У грудні 2002 року став доктором економічних наук, академіком Української академії аграрних наук (відділ аграрної економіки та земельних відносин, економіка сільськогосподарського виробництва і АПК).
Автор або співавтор понад 90 наукових праць, зокрема однієї індивідуальної й 9 колективних монографій.

## Чиновник і політик
З травня 1962-го працював головним агрономом навчально-дослідницького господарства «Сухачівка» Дніпропетровського сільськогосподарського інституту.
Трохи більше як за рік, у липні 1963, перейшов працювати старшим агрономом Дніпропетровського обласного управління сільського господарства. З 1963 по 1976 рік був начальником планово-економічного відділу, начальником відділу виробництва продуктів рослинництва, заступником начальника і першим заступником начальника Дніпропетровського обласного управління сільського господарства.
У травні 1976 року призначений заступником завідувача відділу сільського господарства управління справами Ради Міністрів УРСР. З 1978 по 1985 рік — завідувач відділу сільського господарства управління справами Ради Міністрів УРСР.
З грудня 1985 до 1990 року працював 1-м заступником голови Держагропрому Української РСР. У 1990 році взяв участь у виборах до Верховної Ради УРСР й став народним депутатом першого демократичного скликання від Оржицького району. ЗА час роботи депутатом Ситник працював членом комісії з питань агропромислового комплексу.
Напередодні незалежності України, у серпні 1991 року, назва посади Ситника змінилася на першого заступника міністра сільського господарства. А з лютого по листопад 1992 року Віктор Ситник працював віце-прем'єр-міністром України.
Ще за час роботи в уряді Ситник увійшов до Асоціації аграрників-економістів. А згодом став головою Всеукраїнської спілки інформаційних фахівців України (в галузі АПК), головою Ради з питань організації діяльності центрів наукового забезпечення агропромислового виробництва. Окрім того з липня 1998 року Віктор Ситник є членом Міжвідомчої комісії з питань регулювання ринку продовольства, цін і доходів сільськогосподарських товаровиробників.

## Родина
Був одружений з Лідією Юхимівною, разом вони виховали двох синів. Старший син Валерій 1960 року народження працював капітаном МВС й помер 1992 року через хворобу, пов'язану з аварією на Чорнобильській АЕС. Молодший син — Юрій, народився 1965 року працював судово-медичним експертом, головним спеціалістом Секретаріату Уповноваженого Верховної Ради України з прав людини. На даний час працює судово-медичним експертом КМКБСМ.
Батьки Віктора Ситника померли: Петро Прокопович 1992 року у віці 76 років, а мати Матрона Андріївна у 80 років в 1996 році.

## Нагороди та відзнаки
Заслужений працівник сільського господарства України (травень 1999), віце-президент Академії аграрних наук України. Нагороджений орденами «Знак Пошани» (1971), Трудового Червоного Прапора (1973, 1976), «За заслуги» III ступеня (травень 2004), II ступеня (травень 2009), «За заслуги» I ступеня (травень 2014).